# Хундсбах (Бад-Кройцнах)
Хундсбах (нем. Hundsbach) — община в Германии, в земле Рейнланд-Пфальц.
Входит в состав района Бад-Кройцнах. Подчиняется управлению Майзенхайм. Население составляет 401 человек (на 31 декабря 2010 года). Занимает площадь 7,48 км².